# Periyasemur
Periyasemur é uma panchayat (vila) no distrito de Erode, no estado indiano de Tamil Nadu.

## Demografia
Segundo o censo de 2001,  Periyasemur  tinha uma população de 32,044 habitantes. Os indivíduos do sexo masculino constituem 52% da população e os do sexo feminino 48%. Periyasemur tem uma taxa de literacia de 67%, superior à média nacional de 59.5%: a literacia no sexo masculino é de 74% e no sexo feminino é de 59%. Em Periyasemur, 11% da população está abaixo dos 6 anos de idade.